# Lasioglossum kumejimense
Lasioglossum kumejimense is een vliesvleugelig insect uit de familie Halictidae. De wetenschappelijke naam van de soort is voor het eerst geldig gepubliceerd in 1926 door Matsumura & Uchida.